# Třída Al Riyadh
Třída Al Riyadh je třída fregat postavených francouzskou firmou DCN International pro Saúdské královské námořnictvo. Skládá se ze tří jednotek – Al Riyadh, Al Makkah a Al Damman. Jedná se o zvětšenou verzi francouzských fregat třídy La Fayette. Oproti nim mají lepší možnosti boje proti vzdušným cílům a ponorkám.

## Stavba
Pro Saúdskou Arábii tyto fregaty postavila francouzská firma DCN International ve své loděnici v Lorientu. První dvě jednotky byly objednány v roce 1994 a třetí v roce 1997. První fregata Al Riyadh (812) byla dokončena v červenci 2002, druhá Al Makkah (814) v dubnu 2004 a konečně Al Damman (816) v lednu 2004.
Jednotky třídy Al Riyadh:
| Jméno           | Spuštěna          | Vstup do služby | Status  |
| --------------- | ----------------- | --------------- | ------- |
| Al Riyadh (812) | 1. srpna 2000     | červenec 2002   | aktivní |
| Al Makkah (814) | 20. července 2001 | duben 2004      | aktivní |
| Al Damman (816) | 7. září 2002      | leden 2004      | aktivní |

## Konstrukce

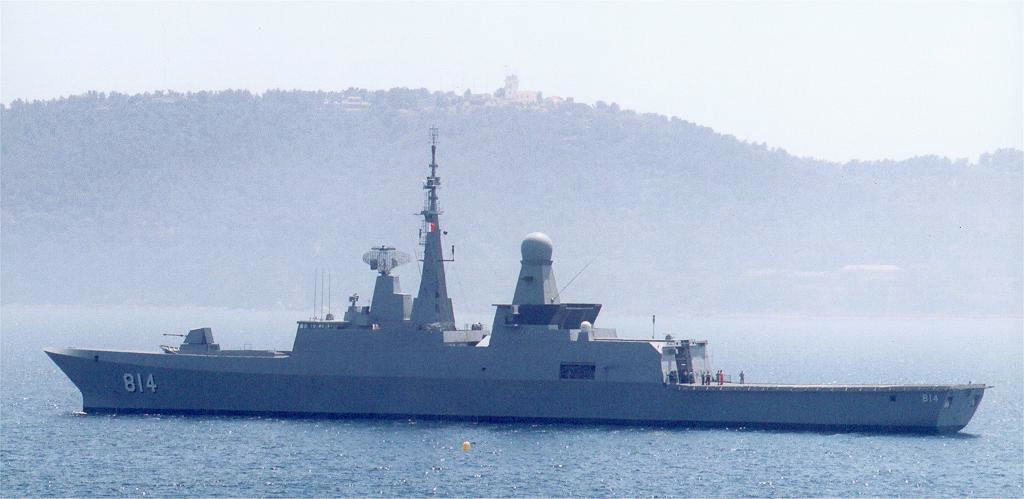
Al Makkah (814)

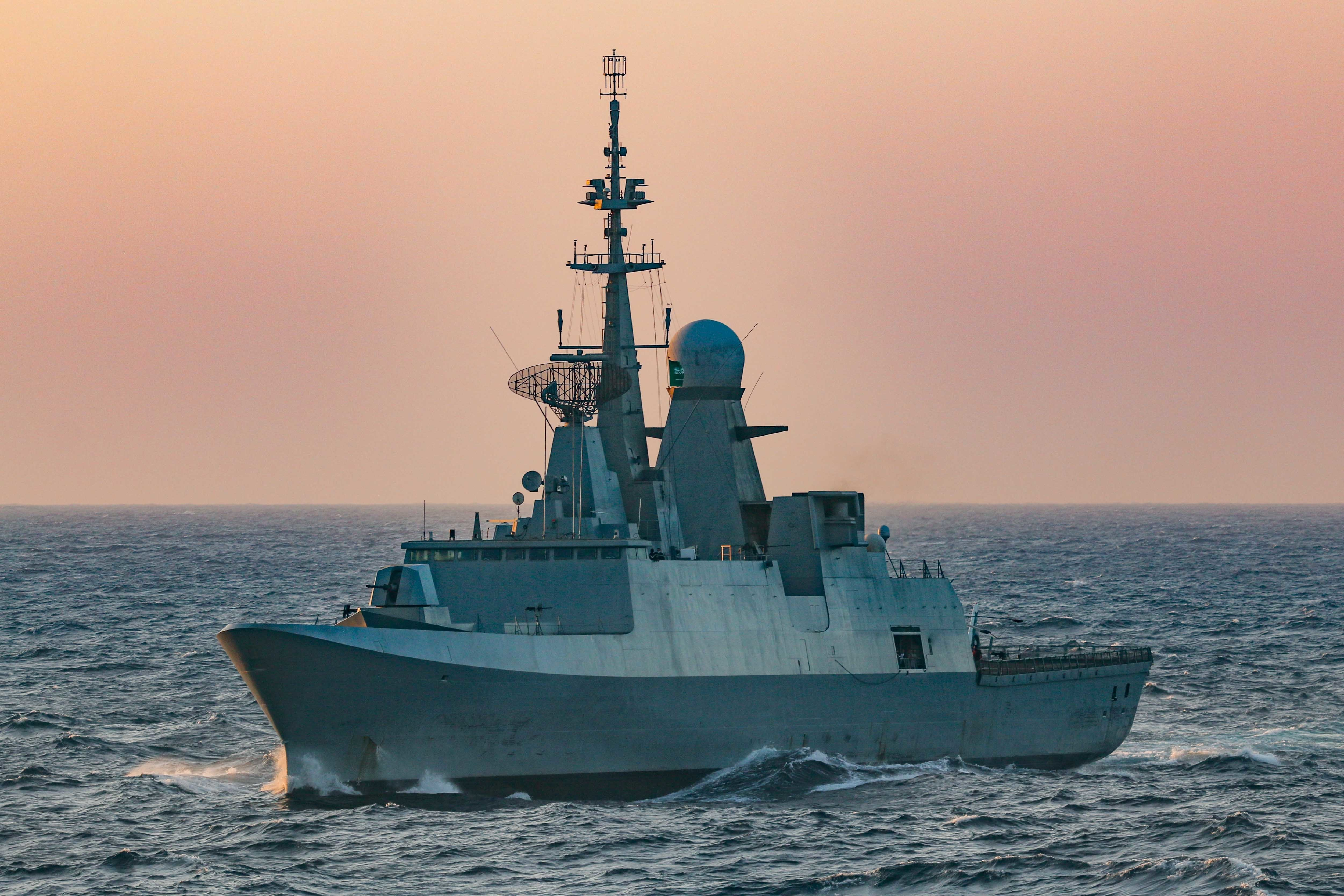
Al Makkah (814)

V konstrukci fregat jsou využity stealth technologie, ať už v celkovém řešení tvaru trupu či použití barev pohlcujících radarové vlny. V dělové věži na přídi je umístěn 76mm kanón OTO Melara Super Rapid o délce hlavně 62 ráží. Lehkou hlavňovou výzbroj tvoří dva 20mm kanóny Giat 15B. Protilodní výzbroj představují dva čtyřnásobné kontejnery protilodních střel MM40 Exocet Block II. K boji proti vzdušným cílům mají dvě osminásobná vertikální vypouštěcí sila Sylver, ve kterých jsou řízené střely Aster 15. Protiponorkovou výzbroj představují čtyři 533mm torpédomety ze kterých jsou vypouštěna těžká protiponorková torpéda DCNS F17. Na zádi je přistávací plošina a hangár pro jeden střední vrtulník. Pohonný systém je typu CODAD. Tvoří ho čtyři diesely SEMT-Pielstick 12PA6V-280STC, pohánějící dva lodní šrouby. Maximální rychlost je 24,5 uzlů. Dosah je 7000 námořních mil.